# 小池れいあ
小池 れいあ（こいけ れいあ、1993年3月16日 - ）は、新潟テレビ21のアナウンサー。

## 経歴・人物
山梨県出身。山梨県立甲府東高等学校、山梨県立大学卒業。大学ではフットサルのサークルに所属した。
名前の由来は『北斗の拳』のキャラクター「レイア」から。身長は157cm。 
2015年4月に開催された、信玄公祭り前夜祭、第12回湖衣姫コンテストにおいて準グランプリを受賞。
大学在学中に、テレビ朝日のアナウンススクール、テレビ朝日アスクに通っていた。。
2020年に新潟テレビ21に入社。
出身地の山梨県のケーブルテレビ局から転職し、UXでアナウンサー専任として本格的に歩み始めた。ケーブルテレビ局勤務時代はJリーグヴァンフォーレ甲府、Wリーグ山梨クィーンビーズなどの取材も担当。
趣味は一人カラオケ、語学学習、K-POPダンス。特技は四つ葉のクローバー探し、インカメラで複数の人を写す画角づくり。
2021年10月17日、日刊スポーツ内にて、UXアナウンサーのコラム＜雨のち晴れいあ＞を２ケ月ペースで担当。
2022年1月4日から、夕方のニュース番組「スーパーJにいがた」の「MC兼フィールドキャスター」に就任。
番組内やコラムなどで時々、自身の出身地でもある甲州地方独特の方言を使って表現することがある。

## 担当番組
- まるどりっ!UP

2025年1月11日放送分 OneUPグルメリポーター

## 過去担当番組
- スーパーJにいがた[9]。

2023年10月より療養のため降板、2024年10月よりアナウンス業務復帰。